# Peter Jørgensen
Peter Oscar Jørgensen (ur. 2 kwietnia 1907 w Hillerød, zm. 27 sierpnia 1992 w Vålse) – duński bokser, brązowy medalista letnich igrzysk olimpijskich w 1932 w Los Angeles w kategorii półciężkiej.